# العلاقات الإسواتينية التركية
العلاقات الإسواتينية التركية هي العلاقات الثنائية التي تجمع بين إسواتيني وتركيا.

## مقارنة بين البلدين
هذه مقارنة عامة ومرجعية للدولتين:
| وجه المقارنة                                              | إسواتيني                                   | تركيا         |
| --------------------------------------------------------- | ------------------------------------------ | ------------- |
| المساحة (كم2)                                             | 17.36 ألف                                  | 783.56 ألف    |
| عدد السكان (نسمة)                                         | 1.37 مليون                                 | 80.14 مليون   |
| الكثافة السكانية (ن./كم²)                                 | 78.92                                      | 102.28        |
| العاصمة                                                   | لوبامبا، مبابان                            | أنقرة         |
| اللغة الرسمية                                             | لغة إنجليزية، لغة سوازي                    | اللغة التركية |
| العملة                                                    | ليلانغيني سوازيلندي                        | ليرة تركية    |
| الناتج المحلي الإجمالي (بليون دولار)                      | 4.41 مليار                                 | 851.10 مليار  |
| الناتج المحلي الإجمالي (تعادل القوة الشرائية) بليون دولار | 11.13 مليار                                | 1.57 تريليون  |
| الناتج المحلي الإجمالي الاسمي للفرد دولار أمريكي          | 3.20 ألف                                   | 9.12 ألف      |
| الناتج المحلي الإجمالي للفرد دولار أمريكي                 | 8.29 ألف                                   | 19.79 ألف     |
| مؤشر التنمية البشرية                                      | 0.531                                      | 0.761         |
| رمز المكالمات الدولي                                      | +268                                       | +90           |
| رمز الإنترنت                                              | .sz                                        | .tr           |
| المنطقة الزمنية                                           | التوقيت القياسي لجنوب أفريقيا، ت ع م+02:00 | ت ع م+03:00   |

## منظمات دولية مشتركة
يشترك البلدان في عضوية مجموعة من المنظمات الدولية، منها:
| علم المنظمة | اسم المنظمة                               | تاريخ انضمام إسواتيني | تاريخ انضمام تركيا |
| ----------- | ----------------------------------------- | --------------------- | ------------------ |
|             | مؤسسة التنمية الدولية                     | 22 سبتمبر 1969        | 22 ديسمبر 1960     |
|             | يونسكو                                    | 25 يناير 1978         | 4 نوفمبر 1946      |
|             | وكالة ضمان الاستثمار متعدد الأطراف        | 18 أبريل 1990         | 3 يونيو 1988       |
|             | الأمم المتحدة                             | 24 سبتمبر 1968        | 24 أكتوبر 1945     |
|             | الاتحاد البريدي العالمي                   | ?                     | ?                  |
|             | البنك الدولي للإنشاء والتعمير             | 22 سبتمبر 1969        | 11 مارس 1947       |
|             | الاتحاد الدولي للاتصالات                  | 11 نوفمبر 1970        | 1866               |
|             | منظمة حظر الأسلحة الكيميائية              | ?                     | ?                  |
|             | مؤسسة التمويل الدولية                     | 22 سبتمبر 1969        | 19 ديسمبر 1956     |
|             | المركز الدولي لتسوية المنازعات الاستشارية | 14 يوليو 1971         | 2 أبريل 1989       |
|             | منظمة التجارة العالمية                    | ?                     | 26 مارس 1995       |
|             | منظمة الشرطة الجنائية الدولية             | ?                     | ?                  |
|             | البنك الإفريقي للتنمية                    | ?                     | ?                  |

## وصلات خارجية
- موقع وزارة الخارجية التركية